# إيميل سميث رووي
إيميل سميث رووي (بالإنجليزية: Emile Smith Rowe)‏ هو لاعب كرة قدم بريطاني، ولد في 28 يوليو 2000 في كرويدون في المملكة المتحدة. لعب مع آر بي لايبزيغ ونادي أرسنال.
وبفضل تألقه اللافت للأنظار في موسم 20-21، حصل إيميل سميث روي على القميص رقم 10 مع أرسنال في مطلع موسم 21-22.

## وصلات خارجية
- إيميل سميث رووي على موقع الاتحاد الأوربي (الإنجليزية)
- إيميل سميث رووي على موقع إي إس بي إن إف سي (الإنجليزية)
- إيميل سميث رووي على موقع قاعدة بيانات كرة القدم.إي يو (الإنجليزية)
- إيميل سميث رووي على موقع ليكيب (الفرنسية)
- إيميل سميث رووي على موقع ناشيونال فوتبول تيمز (الإنجليزية)
- إيميل سميث رووي على موقع Soccerbase.com (لاعب) (الإنجليزية)
- إيميل سميث رووي على موقع Soccerway.com (الإنجليزية)
- إيميل سميث رووي على موقع عالم كرة القدم.نت (الإنجليزية)
- إيميل سميث رووي على موقع AS.com (الإسبانية)